# Emilio Correa
Emilio Correa Vaillant (Santiago de Cuba, 21 de março de 1953 – Boa Vista, 11 de março de 2024) foi um boxeador cubano campeão olímpico em 1972.

## Carreira
Representou seu país nos Jogos Olímpicos de Verão de 1972, realizados em Munique, e nos Jogos de 1976, em Montreal. Competindo na categoria meio-médio, conquistou a medalha de ouro em Munique 1972 após vencer a luta final contra o húngaro János Kajdi por pontos (5–0). Não conseguiu defender o título em Montreal 1976 ao perder para o venezuelano Pedro Gamarro nas oitavas-de-final.
Seu filho, Emilio Correa Bayeux, também é boxeador e competiu nos Jogos Olímpicos de 2008, em Pequim, onde obteve a medalha de prata.